# Nisoldipino
El nisoldipino, o nisoldipina, es una dihidropiridina bloqueante de los canales de calcio con acciones y usos similares a los de la nifedipina.

## Indicaciones
Se utiliza en el tratamiento de la hipertensión y la angina de pecho. La nisoldipino se administra por vía oral por lo general como preparación de liberación modificada. La absorción se ve afectada por los alimentos y la preparación de liberación modificada debe tomarse con el estómago vacío, y no debe ser tomado con comidas ricas en grasas. Las dosis son similares tanto para la hipertensión y la angina de pecho.

## Mecanismo de acción
Mediante la deformación de la canal, la inhibición de los mecanismos de activación periódica del control de iones, y/o interfiriendo con la liberación de calcio desde el retículo sarcoplásmico, el nisoldipino inhibe el influjo de calcio extracelular a través de las membranas de las células musculares lisas miocárdicas y vasculares. La disminución del calcio intracelular inhibe los procesos contráctiles de las células musculares lisas del miocardio, causando la dilatación de las arterias coronarias y las arterias sistémicas, incrementando el aporte de oxígeno al tejido muscular cardíaco, disminuyendo la resistencia periférica total, disminuyendo la presión arterial sistémica y promoviendo la disminución de la poscarga.

## Farmacocinética
La nisoldipino se absorbe bien en el tracto gastrointestinal después de la administración de dosis orales pero sufre un rápido y extenso  metabolismo de primer paso en la pared intestinal y el hígado y la biodisponibilidad, según se ha informado, es de 4 a 8%. Alrededor del 60 al 80% de una dosis oral se excreta por orina y el resto en las heces, principalmente en forma de metabolitos. La vida media terminal de eliminación es de aproximadamente 7 a 12 horas. La nisoldipino se une a más del 99% a las proteínas plasmáticas.

### Retirada del fármaco a pacientes
La retirada brusca de la nisoldipino a 15 pacientes con angina de pecho estable después de 6 semanas de terapia resultó en angina inestable grave en 2 pacientes e infarto agudo de miocardio en otro. Se ha postulado que el efecto de retirada podría ser debido a un aumento en la sensibilidad de los adrenoceptores vasculares α2 a la adrenalina circulante.

## Información adicional
Algunos estudios han sugerido que los pacientes con diabetes mellitus o con un metabolismo alterado de la glucosa pueden ser más susceptibles a los efectos cardiovasculares adversos de los bloqueadores de los canales de calcio. Los bloqueadores de los canales de calcio utilizados en estos estudios fueron nisoldipino, amlodipina, e isradipina.

## Interacción con alimentos
El jugo de toronja inhibe la isoenzima CYP3A4 del citocromo P450, en particular en la pared intestinal, y se ha demostrado que aumenta notablemente la biodisponibilidad oral de bloqueadores de los canales de calcio como el nisoldipino. Cuando este tipo de agentes se administran por vía intravenosa, parece no ser afectados. La interacción puede ser menos significativa con la amlodipina que tiene una biodisponibilidad más alta, pero la mayoría de los fármacos bloqueadores de los canales de calcio no deben ser ingeridos por vía oral al mismo tiempo que el jugo de toronja.

### Artículos académicos adicionales
- Mielcarek, J.; Grobelny, P.; Szamburska, O. (2005). «The effect of beta-carotene on the photostability of nisoldipine». Methods and Findings in Experimental and Clinical Pharmacology 27 (3): 167-171. ISSN 0379-0355. PMID 15834448. doi:10.1358/mf.2005.27.3.890873.
- Missan, Sergey; Zhabyeyev, Pavel; Dyachok, Oksana; Jones, Stephen E; McDonald, Terence F (noviembre de 2003). «Block of cardiac delayed-rectifier and inward-rectifier K+ currents by nisoldipine (disponible gratis online)». British Journal of Pharmacology 140 (5): 863-870. ISSN 0007-1188. PMID 14530219. doi:10.1038/sj.bjp.0705518.
- Hamilton, S. F.; Houle, L. M.; Thadani, U. (1999). «Rapid-release and coat-core formulations of nisoldipine in treatment of hypertension, angina, and heart failure». Heart Disease (Hagerstown, Md.) 1 (5): 279-288. ISSN 1521-737X. PMID 11720635.

- Datos: Q3342150
- Multimedia: Nisoldipine / Q3342150